# 国民総力朝鮮連盟

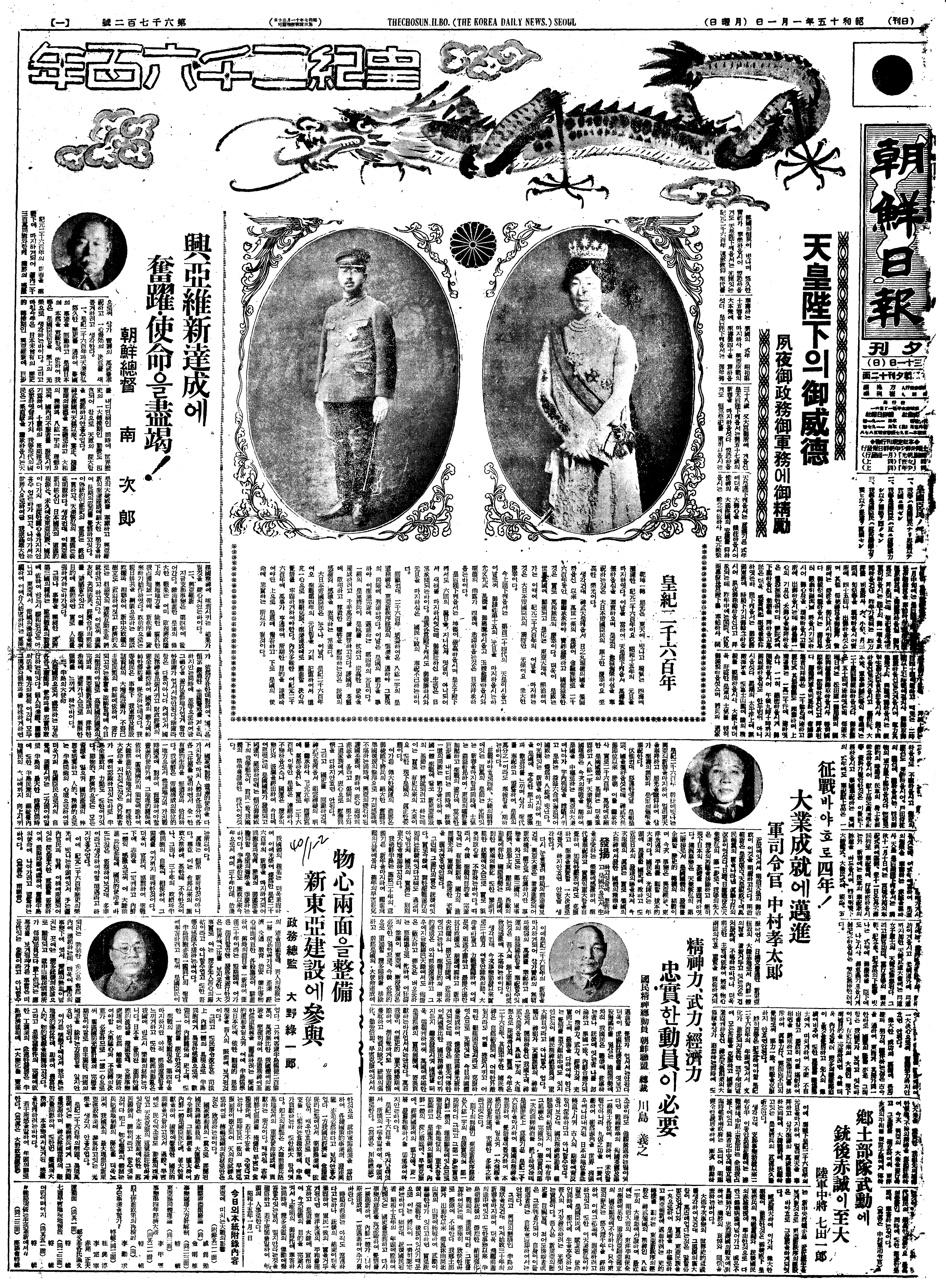
皇紀2600年を寿ぐ朝鮮日報（昭和15年1月1日）
右に「天皇陛下의御威德（天皇陛下の御威徳）」と昭和天皇・香淳皇后の肖像、左に「興亞維新達成에奮躍・使命을盡竭！（興亜維新達成に奮躍・使命を尽くせ！）」という南次郎総督の談話が掲載されている。

国民総力朝鮮連盟（こくみんそうりょくちょうせんれんめい、旧字体：國民總力朝鮮聯盟、朝鮮語: 국민총력조선연맹 / 國民總力朝鮮聯盟）は、日本統治時代の朝鮮における新体制運動を担う組織として、朝鮮総督府の機関紙である毎日新報の社長である崔麟を理事として、1940年（昭和15年）に結成された団体。
1938年（昭和13年）に結成された「国民精神総動員朝鮮連盟」の後身で、内地の大政翼賛会に相当する団体である。

## 概要
朝鮮に在住する全住民が対象である。属地的組織であるため、内地人も大政翼賛会ではなく、国民総力朝鮮連盟に入ることになっていた。
「道義朝鮮の確立」の理念の下、緊迫する国際情勢に対応できる指導体制の確立を目指した。
中央本部は朝鮮総督府に置かれ、総裁は朝鮮総督、副総裁は政務総監、顧問は朝鮮軍司令官、京城帝国大学総長などが就いた。
地方組織として国民総力道連盟、国民総力市郡連盟、愛国班（内地における隣組）などが設置された。
また職域団体として、「仕奉隊」などがあった。

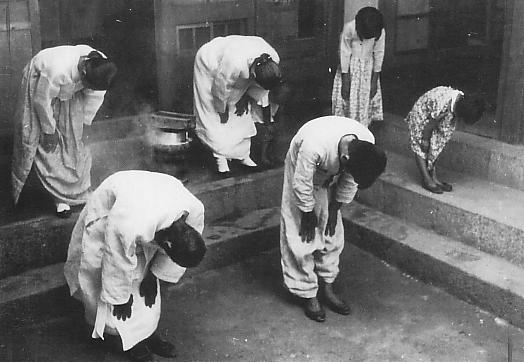
宮城遥拝
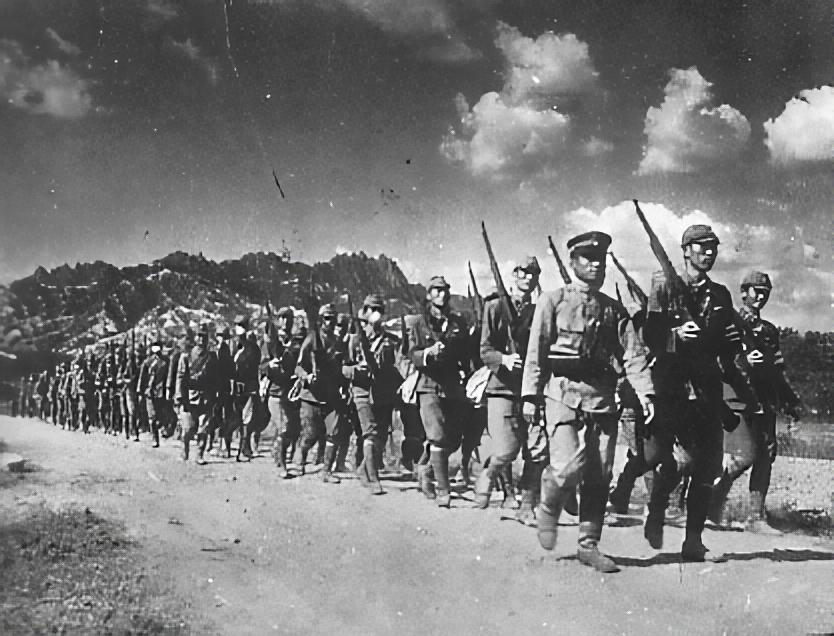
陸軍特別志願兵
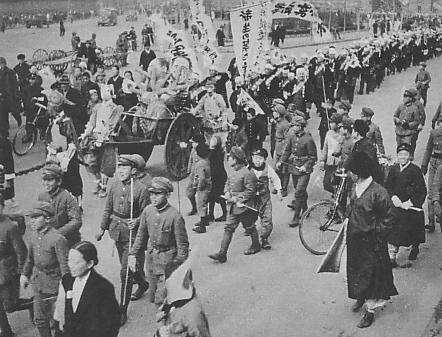
シンガポール陥落祝賀行列